# Rhagoletotrypeta intermedia
Rhagoletotrypeta intermedia är en tvåvingeart som beskrevs av Allen L.Norrbom 1994. Rhagoletotrypeta intermedia ingår i släktet Rhagoletotrypeta och familjen borrflugor. Inga underarter finns listade i Catalogue of Life.